# Punta del Marc
La Punta del Marc és una muntanya de 913 metres que es troba al municipi de La Pobla de Cérvoles, a la comarca catalana de les Garrigues.